# Жіренайгир
Жіренайги́р (каз. Жиренайғыр) — село у складі Жамбильського району Алматинської області Казахстану. Входить до складу Аксенгірського сільського округу.
Населення — 17 осіб (2021; 87 у 2009, 69 у 1999, 83 у 1989).